# Kanton Chârost
Der Kanton Chârost ist seit 1790 ein französischer Wahlkreis im Département Cher und in der Region Centre-Val de Loire. Er umfasst 13 Gemeinden im Arrondissement Bourges.

## Gemeinden
Der Kanton hat 13.813 Einwohner (Stand: 1. Januar 2022) auf einer Fläche von 304,89 km²:
| Gemeinde               | Einwohner 1. Januar 2022 | Fläche km² | Dichte Einw./km² | Code INSEE | Postleitzahl |
| ---------------------- | ------------------------ | ---------- | ---------------- | ---------- | ------------ |
| Chârost                | 899                      | 10,97      | 82               | 18055      | 18290        |
| Civray                 | 918                      | 40,87      | 22               | 18066      | 18290        |
| Le Subdray             | 968                      | 20,28      | 48               | 18255      | 18570        |
| Lunery                 | 1.522                    | 32,87      | 46               | 18133      | 18400        |
| Mareuil-sur-Arnon      | 476                      | 25,89      | 18               | 18137      | 18290        |
| Morthomiers            | 815                      | 14,54      | 56               | 18157      | 18570        |
| Plou                   | 533                      | 33,21      | 16               | 18181      | 18290        |
| Poisieux               | 217                      | 10,30      | 21               | 18182      | 18290        |
| Primelles              | 193                      | 26,57      | 7                | 18188      | 18400        |
| Saint-Ambroix          | 375                      | 31,22      | 12               | 18198      | 18290        |
| Saint-Florent-sur-Cher | 6.416                    | 22,41      | 286              | 18207      | 18400        |
| Saugy                  | 78                       | 9,63       | 8                | 18244      | 18290        |
| Villeneuve-sur-Cher    | 403                      | 26,13      | 15               | 18285      | 18400        |
| Kanton Chârost         | 13.813                   | 304,89     | 45               | 1807       | –            |

Im Rahmen der landesweiten Neuordnung der französischen Kantone im Frühjahr 2015 blieb sein Zuschnitt unverändert. Er besaß vor 2015 den INSEE-Code 1808.

## Politik
| Vertreter im Departementrat | Vertreter im Departementrat      | Vertreter im Departementrat |
| Amtszeit                    | Namen                            | Partei                      |
| --------------------------- | -------------------------------- | --------------------------- |
| 1986–2015                   | Roger Jacquet                    | PCF                         |
| 2015–                       | Philippe Charrette Nicole Progin | UD                          |